# Mistrovství Asie ve fotbale 2004
Mistrovství Asie ve fotbale 2004 bylo třinácté mistrovství pořádané fotbalovou asociací AFC. Vítězem se stala japonská fotbalová reprezentace, která tak obhájila titul z minulého ročníku.

## Kvalifikované týmy
Hlavní článek: Kvalifikace na Mistrovství Asie ve fotbale 2004

## Základní skupiny
| Vysvětlivky | Vysvětlivky                                           |
| ----------- | ----------------------------------------------------- |
|             | První dva týmy z každé skupiny postoupily do play off |

### Skupina A
| Tým       | B | Z | V | R | P | VG | IG | +/- |
| --------- | - | - | - | - | - | -- | -- | --- |
| Čína      | 7 | 3 | 2 | 1 | 0 | 8  | 2  | +6  |
| Bahrajn   | 5 | 3 | 1 | 2 | 0 | 6  | 4  | +2  |
| Indonésie | 3 | 3 | 1 | 0 | 2 | 3  | 9  | −6  |
| Katar     | 1 | 3 | 0 | 1 | 2 | 2  | 4  | −2  |

| 17. července 2004 20.00           |        |                       |                                                                               |
| Čína                              | 2:2    | Bahrajn               | Workers Stadium, Peking diváci: 40 000 rozhodčí: Subkhiddin Mohd Salleh (MAS) |
| Zheng Zhi 58' (pen.) Li Jinyu 66' | Report | M. Hubail 41' Ali 89' | Workers Stadium, Peking diváci: 40 000 rozhodčí: Subkhiddin Mohd Salleh (MAS) |

| 18. července 2004 17.00 |        |                           |                                                                     |
| Katar                   | 1:2    | Indonésie                 | Workers Stadium, Peking diváci: 5 000 rozhodčí: Masoud Moradi (IRN) |
| M. Mohamed 83'          | Report | Sudarsono 26' Astaman 48' | Workers Stadium, Peking diváci: 5 000 rozhodčí: Masoud Moradi (IRN) |

| 21. července 2004 18.30 |        |                  |                                                                      |
| Bahrajn                 | 1:1    | Katar            | Workers Stadium, Peking diváci: 48 000 rozhodčí: Toru Kamikawa (JPN) |
| M. Hubail 90+1'         | Report | Rizik 59' (pen.) | Workers Stadium, Peking diváci: 48 000 rozhodčí: Toru Kamikawa (JPN) |

| 21. července 2004 21.00 |        |                                                           |                                                                    |
| Indonésie               | 0:5    | Čína                                                      | Workers Stadium, Peking diváci: 48 000 rozhodčí: Talaat Najm (LIB) |
|                         | Report | Shao Jiayi 25', 66' Hao Haidong 40' Li Ming 51' Li Yi 80' | Workers Stadium, Peking diváci: 48 000 rozhodčí: Talaat Najm (LIB) |

| 25. července 2004 19.00 |        |       |                                                                      |
| Čína                    | 1:0    | Katar | Workers Stadium, Peking diváci: 60 000 rozhodčí: Masoud Moradi (IRN) |
| Xu Yunlong 77'          | Report |       | Workers Stadium, Peking diváci: 60 000 rozhodčí: Masoud Moradi (IRN) |

| 25. července 2004 19.00          |        |           |                                                                              |
| Bahrajn                          | 3:1    | Indonésie | Shandong Sports Center, Ťi-nan diváci: 20 000 rozhodčí: Coffi Codjia (Benin) |
| Ali 43' A. Hubail 57' Yousef 82' | Report | Aiboy 75' | Shandong Sports Center, Ťi-nan diváci: 20 000 rozhodčí: Coffi Codjia (Benin) |

### Skupina B
| Tým         | B | Z | V | R | P | VG | IG | +/- |
| ----------- | - | - | - | - | - | -- | -- | --- |
| Jižní Korea | 7 | 3 | 2 | 1 | 0 | 6  | 0  | +6  |
| Jordánsko   | 5 | 3 | 1 | 2 | 0 | 2  | 0  | +2  |
| Kuvajt      | 3 | 3 | 1 | 0 | 2 | 3  | 7  | −4  |
| SAE         | 1 | 3 | 0 | 1 | 2 | 1  | 5  | −4  |

| 19. července 2004 18.30 |        |           |                                                                                   |
| Jižní Korea             | 0:0    | Jordánsko | Shandong Sports Center, Ťi-nan diváci: 26 000 rozhodčí: Shamsul Maidin (Singapur) |
|                         | Report |           | Shandong Sports Center, Ťi-nan diváci: 26 000 rozhodčí: Shamsul Maidin (Singapur) |

| 19. července 2004 21.00                      |        |            |                                                                               |
| Kuvajt                                       | 3:1    | SAE        | Shandong Sports Center, Ťi-nan diváci: 31 250 rozhodčí: Naser Al-Hamdan (KSA) |
| Bashar Abdullah 24' Al-Mutwa 39' (pen.), 45' | Report | Rashid 47' | Shandong Sports Center, Ťi-nan diváci: 31 250 rozhodčí: Naser Al-Hamdan (KSA) |

| 23. července 2004 18.30   |        |        |                                                                      |
| Jordánsko                 | 2:0    | Kuvajt | Shandong Sports Center, Ťi-nan diváci: 28 000 rozhodčí: Lu Jun (CHN) |
| Saad 90+1' Al-Zboun 90+2' | Report |        | Shandong Sports Center, Ťi-nan diváci: 28 000 rozhodčí: Lu Jun (CHN) |

| 23. července 2004 21.00 |        |                                       |                                                                               |
| SAE                     | 0:2    | Jižní Korea                           | Shandong Sports Center, Ťi-nan diváci: 30 000 rozhodčí: Ravshan Irmatov (UZB) |
|                         | Report | Lee Dong-Gook 41' Ahn Jung-Hwan 90+1' | Shandong Sports Center, Ťi-nan diváci: 30 000 rozhodčí: Ravshan Irmatov (UZB) |

| 27. července 2004 19.00 |        |     |                                                                    |
| Jordánsko               | 0:0    | SAE | Workers Stadium, Peking diváci: 25 000 rozhodčí: Talaat Najm (LIB) |
|                         | Report |     | Workers Stadium, Peking diváci: 25 000 rozhodčí: Talaat Najm (LIB) |

| 27. července 2004 19.00                                  |        |        |                                                                                   |
| Jižní Korea                                              | 4:0    | Kuvajt | Shandong Sports Center, Ťi-nan diváci: 15 000 rozhodčí: Shamsul Maidin (Singapur) |
| Lee Dong-Gook 25', 41' Cha Du-Ri 45+1' Ahn Jung-Hwan 75' | Report |        | Shandong Sports Center, Ťi-nan diváci: 15 000 rozhodčí: Shamsul Maidin (Singapur) |

### Skupina C
| Tým            | B | Z | V | R | P | VG | IG | +/- |
| -------------- | - | - | - | - | - | -- | -- | --- |
| Uzbekistán     | 9 | 3 | 3 | 0 | 0 | 3  | 0  | +3  |
| Irák           | 6 | 3 | 2 | 0 | 1 | 5  | 4  | +1  |
| Turkmenistán   | 1 | 3 | 0 | 1 | 2 | 4  | 6  | −2  |
| Saúdská Arábie | 1 | 3 | 0 | 1 | 2 | 3  | 5  | −2  |

| 18. července 2004 18.45   |        |                              |                                                                                      |
| Saúdská Arábie            | 2:2    | Turkmenistán                 | Sichuan Longquanyi Stadium, Čcheng-tu diváci: 12 400 rozhodčí: Chaiwat Kunsata (THA) |
| Al-Qahtani 9' (pen.), 59' | Report | N. Bayramov 6' Kulyýew 90+3' | Sichuan Longquanyi Stadium, Čcheng-tu diváci: 12 400 rozhodčí: Chaiwat Kunsata (THA) |

| 18. července 2004 21.15 |        |             |                                                                                                |
| Irák                    | 0:1    | Uzbekistán  | Sichuan Longquanyi Stadium, Čcheng-tu diváci: 12 400 rozhodčí: Kwon Jong-Chul (Korea Republic) |
|                         | Report | Qosimov 21' | Sichuan Longquanyi Stadium, Čcheng-tu diváci: 12 400 rozhodčí: Kwon Jong-Chul (Korea Republic) |

| 22. července 2004 18.30     |        |                                                      |                                                                                           |
| Turkmenistán                | 2:3    | Irák                                                 | Sichuan Longquanyi Stadium, Čcheng-tu diváci: 22 000 rozhodčí: Saad Kamil Al-Fadhli (KUW) |
| V. Bayramov 14' Kulyýew 85' | Report | Hawar Mohammed 12' Razzaq Farhan 80' Qusay Munir 88' | Sichuan Longquanyi Stadium, Čcheng-tu diváci: 22 000 rozhodčí: Saad Kamil Al-Fadhli (KUW) |

| 22. července 2004 21.00 |        |                |                                                                                     |
| Uzbekistán              | 1:0    | Saúdská Arábie | Sichuan Longquanyi Stadium, Čcheng-tu diváci: 22 000 rozhodčí: Coffi Codjia (Benin) |
| Geynrikh 13'            | Report |                | Sichuan Longquanyi Stadium, Čcheng-tu diváci: 22 000 rozhodčí: Coffi Codjia (Benin) |

| 26. července 2004 19.00 |        |                                     |                                                                                                |
| Saúdská Arábie          | 1:2    | Irák                                | Sichuan Longquanyi Stadium, Čcheng-tu diváci: 15 000 rozhodčí: Kwon Jong-Chul (Korea Republic) |
| Al-Montashari 57'       | Report | Nashat Akram 51' Younis Mahmoud 86' | Sichuan Longquanyi Stadium, Čcheng-tu diváci: 15 000 rozhodčí: Kwon Jong-Chul (Korea Republic) |

| 26. července 2004 19.00 |        |             |                                                                                              |
| Turkmenistán            | 0:1    | Uzbekistán  | Chongqing Olympic Sports Center, Čchung-čching diváci: 34 000 rozhodčí: Mohammed Kousa (SYR) |
|                         | Report | Qosimov 58' | Chongqing Olympic Sports Center, Čchung-čching diváci: 34 000 rozhodčí: Mohammed Kousa (SYR) |

### Skupina D
| Tým      | B | Z | V | R | P | VG | IG | +/- |
| -------- | - | - | - | - | - | -- | -- | --- |
| Japonsko | 7 | 3 | 2 | 1 | 0 | 5  | 1  | +4  |
| Írán     | 5 | 3 | 1 | 2 | 0 | 5  | 2  | +3  |
| Omán     | 4 | 3 | 1 | 1 | 1 | 4  | 3  | +1  |
| Thajsko  | 0 | 3 | 0 | 0 | 3 | 1  | 9  | −8  |

| 20. července 2004 18.00 |        |      |                                                                                                 |
| Japonsko                | 1:0    | Omán | Chongqing Olympic Sports Center, Čchung-čching diváci: 35 000 rozhodčí: Mark Shield (Australia) |
| Nakamura 33'            | Report |      | Chongqing Olympic Sports Center, Čchung-čching diváci: 35 000 rozhodčí: Mark Shield (Australia) |

| 20. července 2004 20.30                  |        |         |                                                                                              |
| Írán                                     | 3:0    | Thajsko | Chongqing Olympic Sports Center, Čchung-čching diváci: 37 000 rozhodčí: Mohammad Kousa (SYR) |
| Enayati 71' Nekounam 80' Daei 86' (pen.) | Report |         | Chongqing Olympic Sports Center, Čchung-čching diváci: 37 000 rozhodčí: Mohammad Kousa (SYR) |

| 24. července 2004 18.00 |        |                          | |
| Omán                    | 2:2    | Írán                     | Chongqing Olympic Sports Center, Čchung-čching diváci: 35 000 rozhodčí: Abdul Rahman Al-Delawar (Bahrain) |
| Al-Hosni 31', 40'       | Report | Karimi 61' Nosrati 90+4' | Chongqing Olympic Sports Center, Čchung-čching diváci: 35 000 rozhodčí: Abdul Rahman Al-Delawar (Bahrain) |

| 24. července 2004 20.30 |        |                                              |                                                                                                  |
| Thajsko                 | 1:4    | Japonsko                                     | Chongqing Olympic Sports Center, Čchung-čching diváci: 45 000 rozhodčí: Fareed Al-Marzouqi (UAE) |
| Suksomkit 12'           | Report | Nakamura 21' Nakazawa 57', 87' Fukunishi 68' | Chongqing Olympic Sports Center, Čchung-čching diváci: 45 000 rozhodčí: Fareed Al-Marzouqi (UAE) |

| 28. července 2004 18.15              |        |         |                                                                             |
| Omán                                 | 2:0    | Thajsko | Sichuan Longquanyi Stadium, Čcheng-tu diváci: 13 000 rozhodčí: Lu Jun (CHN) |
| Viwatchaichok 15' (vl.) Al-Hosni 49' | Report |         | Sichuan Longquanyi Stadium, Čcheng-tu diváci: 13 000 rozhodčí: Lu Jun (CHN) |

| 28. července 2004 18.15 |        |      |                                                                                                 |
| Japonsko                | 0:0    | Írán | Chongqing Olympic Sports Center, Čchung-čching diváci: 52 000 rozhodčí: Mark Shield (Australia) |
|                         | Report |      | Chongqing Olympic Sports Center, Čchung-čching diváci: 52 000 rozhodčí: Mark Shield (Australia) |

## Play off

### Čtvrtfinále
| 30. července 2004 18.00    |              |                    |                                                                                                |
| Uzbekistán                 | 2:2 (prodl.) | Bahrajn            | Sichuan Longquanyi Stadium, Čcheng-tu diváci: 18 000 rozhodčí: Kwon Jong-Chul (Korea Republic) |
| Geynrikh 60' Shishelov 86' | Report       | A. Hubail 71', 76' | Sichuan Longquanyi Stadium, Čcheng-tu diváci: 18 000 rozhodčí: Kwon Jong-Chul (Korea Republic) |

|                                             |     | Penaltový rozstřel             |  |
| Fjodorov Djeperov Geynrikh Bikmoev Koshelev | 3:4 | Ali Juma Baba Farhan A. Hubail |  |

| 30. července 2004 21.00                           |        |      |                                                                            |
| Čína                                              | 3:0    | Irák | Workers Stadium, Peking diváci: 60 000 rozhodčí: Shamsul Maidin (Singapur) |
| Hao Haidong 8' Zheng Zhi 81' (pen.), 90+2' (pen.) | Report |      | Workers Stadium, Peking diváci: 60 000 rozhodčí: Shamsul Maidin (Singapur) |

| 31. července 2004 18.00 |              |               | |
| Japonsko                | 1:1 (prodl.) | Jordánsko     | Chongqing Olympic Sports Center, Čchung-čching diváci: 52 000 rozhodčí: Subkhiddin Mohd Salleh (MAS) |
| Suzuki 14'              | Report       | Shelbaieh 11' | Chongqing Olympic Sports Center, Čchung-čching diváci: 52 000 rozhodčí: Subkhiddin Mohd Salleh (MAS) |

|                                                         |     | Penaltový rozstřel                                             |  |
| Nakamura Alex Fukunishi Nakata Suzuki Nakazawa Miyamoto | 4:3 | Abu Zema Al-Awadat Aqel Al-Shboul Ibrahim Al-Zboun Bani Yaseen |  |

| 31. července 2004 21.00                            |        |                                              |                                                                                    |
| Jižní Korea                                        | 3:4    | Írán                                         | Shandong Sports Center, Ťi-nan diváci: 20 000 rozhodčí: Saad Kamil Al-Fadhli (KUW) |
| Seol Ki-Hyeon 16' Lee Dong-Gook 25' Kim Nam-Il 68' | Report | Karimi 10', 20', 77' Park Jin-Seop 51' (vl.) | Shandong Sports Center, Ťi-nan diváci: 20 000 rozhodčí: Saad Kamil Al-Fadhli (KUW) |

### Semifinále
| 3. srpna 2004 18.00         |              |                                         |                                                                                   |
| Bahrajn                     | 3:4 (prodl.) | Japonsko                                | Shandong Sports Center, Ťi-nan diváci: 32 000 rozhodčí: Shamsul Maidin (Singapur) |
| A. Hubail 7', 71' Naser 85' | Report       | Nakata 48' Tamada 55', 93' Nakazawa 90' | Shandong Sports Center, Ťi-nan diváci: 32 000 rozhodčí: Shamsul Maidin (Singapur) |

| 3. srpna 2004 21.00 |              |           |                                                                    |
| Čína                | 1:1 (prodl.) | Írán      | Workers Stadium, Peking diváci: 55 000 rozhodčí: Talaat Najm (LIB) |
| Shao Jiayi 18'      | Report       | Alavi 38' | Workers Stadium, Peking diváci: 55 000 rozhodčí: Talaat Najm (LIB) |

|                                                        |     | Penaltový rozstřel                           |  |
| Zheng Zhi Zhao Junzhe Li Xiaopeng Sun Xiang Shao Jiayi | 4:3 | Daei Mahdavikia Nekounam Mobali Golmohammadi |  |

### O 3. místo
| 6. srpna 2004 20.00                         |        |                       |                                                                           |
| Írán                                        | 4:2    | Bahrajn               | Workers Stadium, Peking diváci: 10 000 rozhodčí: Fareed Al-Marzouqi (UAE) |
| Nekounam 9' Karimi 52' Daei 80' (pen.), 90' | Report | Yousef 48' Farhan 57' | Workers Stadium, Peking diváci: 10 000 rozhodčí: Fareed Al-Marzouqi (UAE) |

### Finále
| 7. srpna 2004 20.00 |        |                                       |                                                                             |
| Čína                | 1:3    | Japonsko                              | Workers Stadium, Peking diváci: 62 000 rozhodčí: Saad Kamil Al-Fadhli (KUW) |
| Li Ming 31'         | Report | Fukunishi 22' Nakata 65' Tamada 90+1' | Workers Stadium, Peking diváci: 62 000 rozhodčí: Saad Kamil Al-Fadhli (KUW) |